# Campeonato Nacional de Atletismo de Chile
El Campeonato Nacional de Atletismo de Chile o Campeonato Nacional Adulto de Atletismo de Chile es un torneo de atletismo realizado principalmente en Santiago. Participan los mejores atletas chilenos; clasificados de acuerdo a marcas preestablecidas por la Federación Atlética de Chile (Fedachi).

## Historia
A lo largo de su historia, este torneo oficial de la Federación Atlética de Chile ha contado con plusmarquistas nacionales, atletas olímpicos y mundialistas tales como Isidora Jiménez, Marco Antonio Verni, Natalia Ducó, Martina Weil, Ivana Gallardo, entre otros.
Además del Complejo de Atletismo Eliana Gaete Lazo, otros recintos han albergado el campeonato, tales como el Estadio Atlético Mario Recordón. La edición de 2022 marcó un hito en este aspecto. En esa temporada fue la primera vez que la competición se realizó fuera de Santiago. La sede elegida fue la Pista Atlética Lázaro Escobar, de Temuco.